# Incodynerus tegularis
Incodynerus tegularis är en stekelart som först beskrevs av Carlos Schrottky 1911.  Incodynerus tegularis ingår i släktet Incodynerus och familjen Eumenidae. Inga underarter finns listade i Catalogue of Life.